# Prosopocera subvalida
Prosopocera subvalida es una especie de escarabajo longicornio del género Prosopocera, categorizada en la tribu Prosopocerini, de la subfamilia Lamiinae. Fue descrita por Breuning en 1954.

## Descripción
Mide 33-36 mm de longitud.

## Distribución
Se distribuye por Malaui y República Democrática del Congo.